# Paróquia de St. John the Baptist
A Paróquia de St. John the Baptist é uma das 64 paróquias do estado americano da Luisiana. A sede da paróquia é Edgard, e sua maior cidade é Edgard.
A paróquia possui uma área de 901 km² (dos quais 334 km² estão cobertas por água), uma população de 43 044 habitantes, e uma densidade populacional de 76 hab/km² (segundo o censo nacional de 2000). 